# Voiture volante

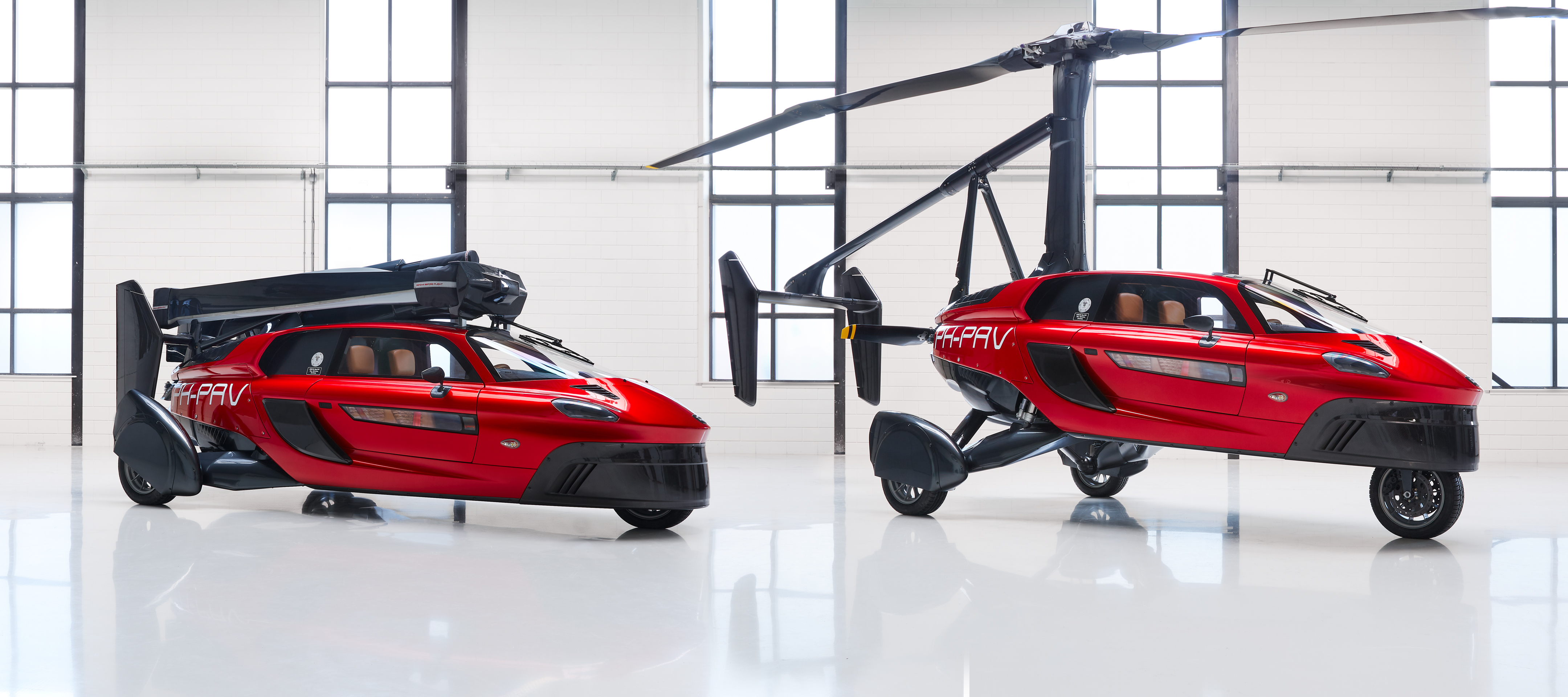
Le Pal-V Sport Edition.

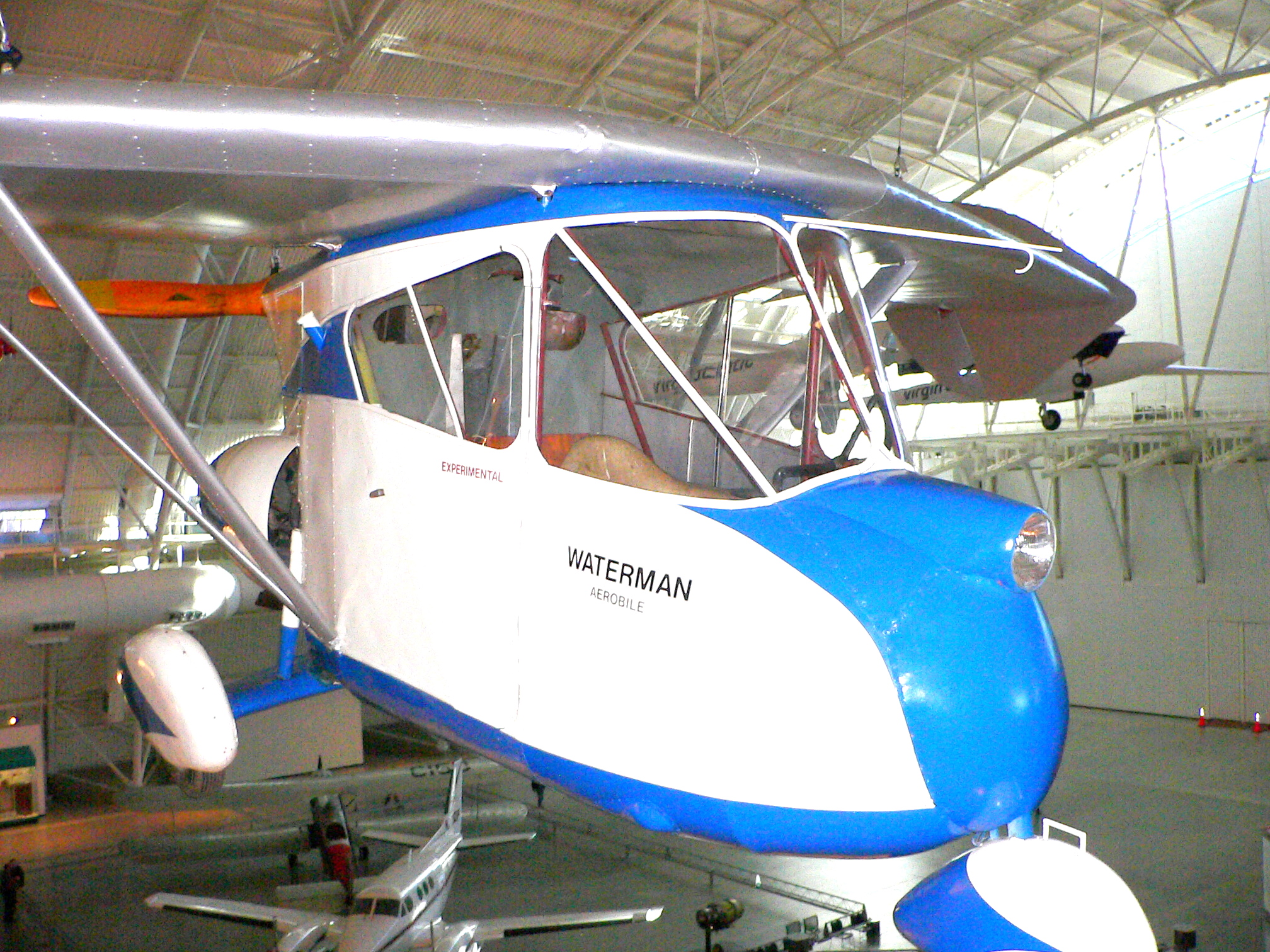
en au musée de l'air et de l'espace Smithsonian de Dulles en Virginie.

Le terme voiture volante est utilisé pour désigner un véhicule hybride ayant, plus ou moins, les capacités d'un avion et d'une automobile avec souvent une autonomie limitée.
Le terme de voiture volante peut faire référence suivant le cas, et suivant le sens soit à une automobile, soit à une plate-forme, caisse ouverte ou fermée montée (ou pas) sur roues, propulsée par une force motrice, qui sert à transporter des personnes, des objets, mais dans tous les cas, il s'agit d'un véhicule capable de se mouvoir dans l'air, à certaines distances du sol.

## Concept

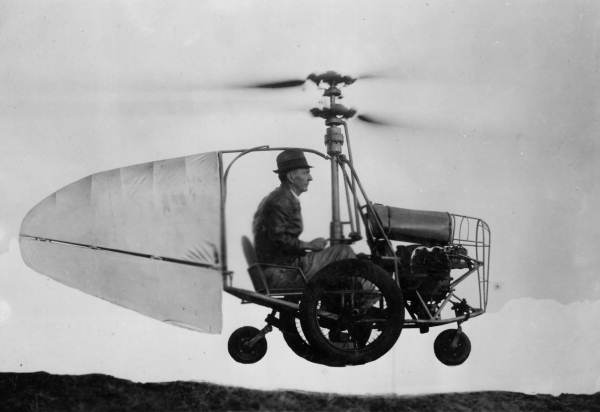
L'Autocoptère de Jess Dixon, vers 1940.

Dès les débuts de l'aviation, des pionniers ont pensé rassembler dans un même véhicule les avantages de l'un et de l'autre mode :
- le mode automobile permet le porte-à-porte et l'accès à des zones d'habitat trop dense ou dépourvues d'aérodrome ;
- le mode avion permet de franchir des distances en principe supérieures dans de meilleures conditions de confort et de rapidité et également les zones maritimes ou dépourvues de routes.

Mais les défauts inhérents à chaque mode, souvent contradictoires, sont à prendre en compte :
- le rapport poids/puissance d'une automobile est bien supérieur au rapport équivalent d'un avion : la motorisation du mode avion est sur-dimensionnée pour le mode auto ;
- un véhicule routier doit disposer d'une structure et d'une liaison au sol assurant sa sécurité, une bonne tenue de route et se conformer aux réglementations de circulation (taille, équipements) ;
- la structure d'un avion, liée à sa voilure et à son dispositif de motorisation est sollicitée en vol et non au roulage ;
- la motorisation avion doit fonctionner à des altitudes et températures inconnues d'un véhicule automobile ordinaire qui lui-même doit disposer d'une motorisation souple, économe et silencieuse ;
- les réglementations, les connaissances et les capacités demandées à un conducteur et à un pilote sont très différentes.

## Histoire

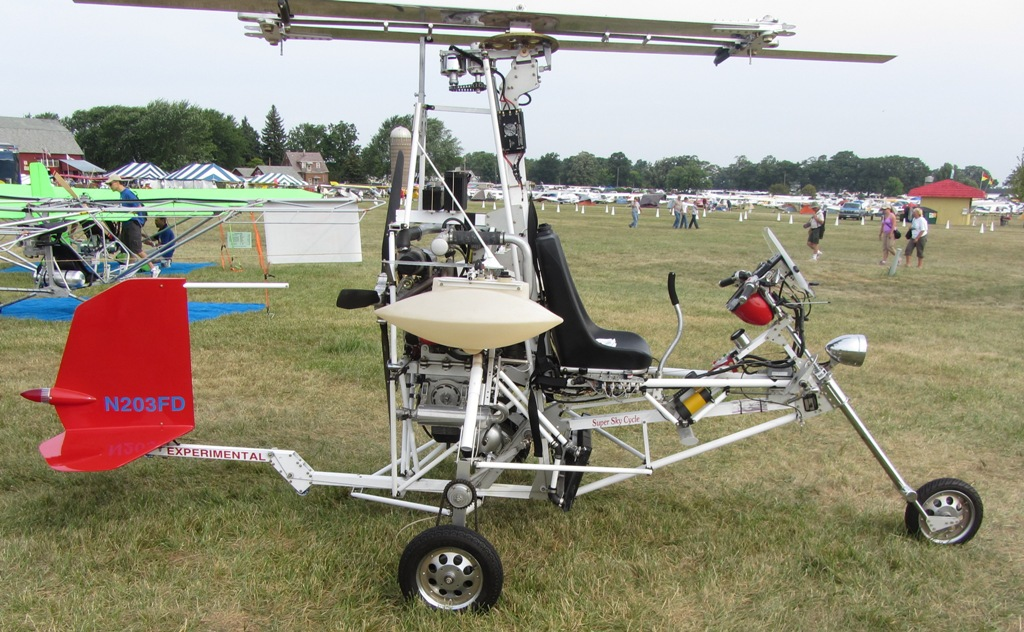
The Butterfly Super Sky Cycle.

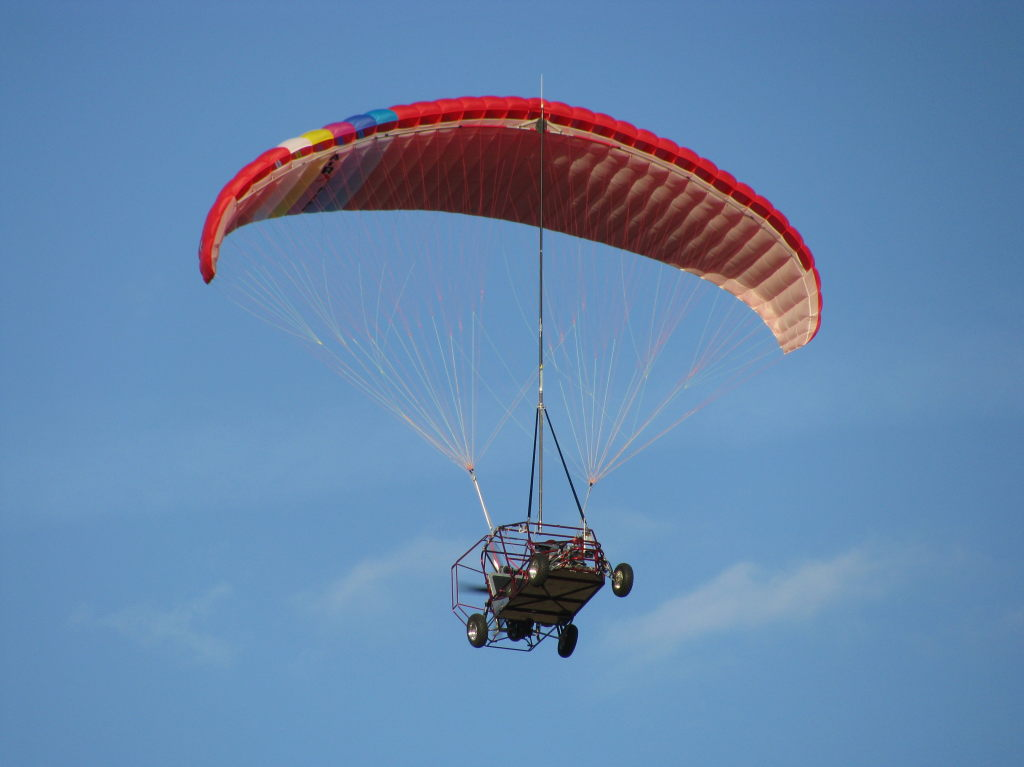
I-TEC Maverick.

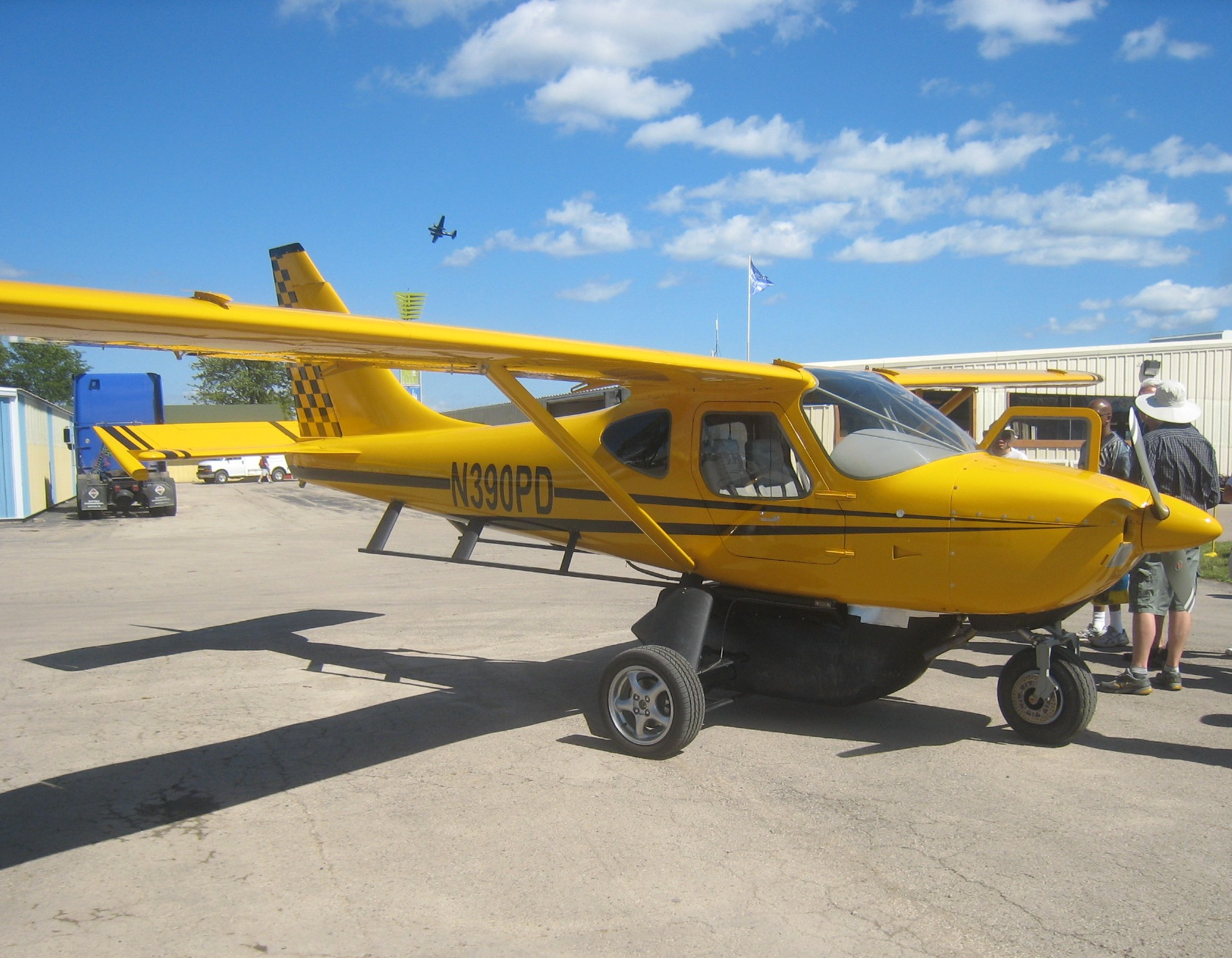
Plane Driven PD-1 Roadable Glastar.

### XXesiècle
On peut citer :
- l'Autoplane de Glenn Curtiss en 1917 qui ne vola jamais ;
- l'Aerobile de Waterman en 1937 ;
- l'Airphibian de R. Fulton en 1945 ;
- l'Aerocar en 1949 qui fut la seule à avoir été construite en plusieurs exemplaires (six exemplaires) ;
- l'Aerauto PL.5C italienne en 1950 ;
- l'Autoplane sur base de Vespa 400 de Robert Lebouder en 1972 qui vola pendant plusieurs années ;
- l'AVE Mizar à base de Ford Pinto, qui tua son concepteur en 1973.

### XXIesiècle
On peut citer :
- le Parajet Skycar de type paramoteur qui a réalisé un raid Londres-Tombouctou en 2009 ;
- le Pégase est un véhicule aéroterrestre de type buggy (similaire au I-TEC Maverick (en)) qui a reçu le soutien de la direction générale de l'Armement (DGA). Il est développé par la société française Vaylon[1] qui est spécialisée dans les véhicules proposant des nouveaux moyens de mobilité. Le véhicule Pégase a été conçu pour répondre aux règles d'homologation routière européenne (catégorie L7e) et pour correspondre à la réglementation aérienne ULM - classe 1 (paramoteur) telle que définie par la direction générale de l'Aviation civile (DGAC). Le Pégase est également connu sous le nom de « buggy volant »[2]. Ce véhicule s'adresse aux marchés civil (loisirs), professionnel et de Défense. Il est commercialisé depuis 2016 ; le 14 juin 2017, un véhicule Pégase à survolé la Manche, ralliant par les airs l'Angleterre au départ de la France en 45 min, à une vitesse maximale inférieure à 70 km/h et à une altitude de 3 000 m[3],[4] ;
- le Terrafugia Transition qui a également fait son premier vol en 2009. Ce véhicule conçu par une entreprise américaine a obtenu les dérogations nécessaires (dépassement de 50 kg la limite de poids autorisée par la FAA), indispensables à son homologation routière, en juin 2010. Ce modèle ayant reçu la certification FAA fin août 2010 dans la catégorie Light Sport Aircraft, son prix de vente 2013 est établi à 215 000 € ;
- l'autre projet de la même firme Terrafugia TF-X se basant sur un modèle à décollage vertical n'existe pour l'instant qu'à l'état de maquette virtuelle[5] ;
- le prototype Vahana d'Airbus A3, sorte de drone à décollage vertical à huit moteurs, qui sera testé en 2017[6] ;
- l'AeroMobil est un avion slovaque convertible en véhicule automobile conçu et construit par la société slovaque AeroMobil ;
- le prototype Lilium Jet, développé par l'entreprise Lilium, qui décolle verticalement. Le premier prototype a décollé en 2017.
- Le Samson Switchblade (en), voiture biplace américaine, dont le premier vol est annoncé le 9 novembre 2023. 2 300 réservations à cette date[7].

D'autres concepts comme l'Aerocar 2000 ou l'iCar 101 Ultimate français sont toujours à l'état de projets sur le papier.
Contrairement à ce que l'on trouve parfois écrit, le prototype américain Moller M400 Skycar n'est pas une voiture volante mais un engin ADAV qui serait incapable de circuler sur route.

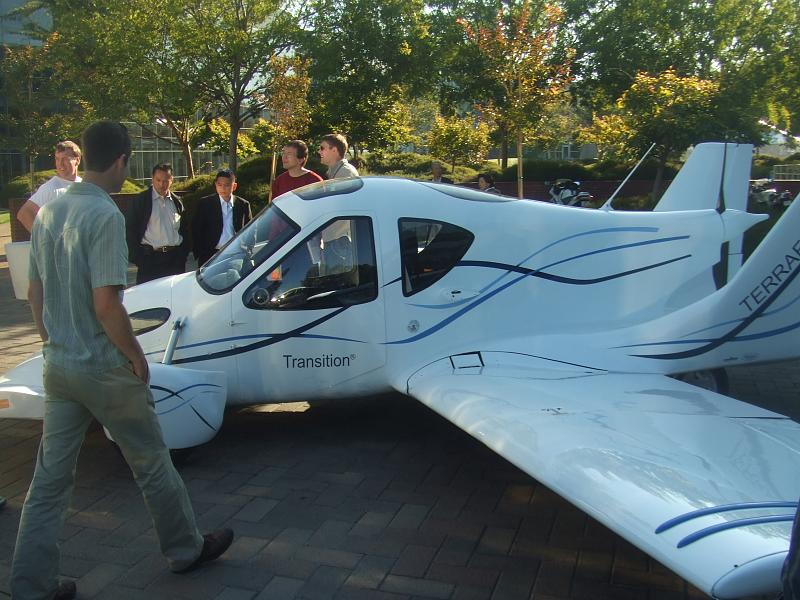
La Transition de Terrafugia.
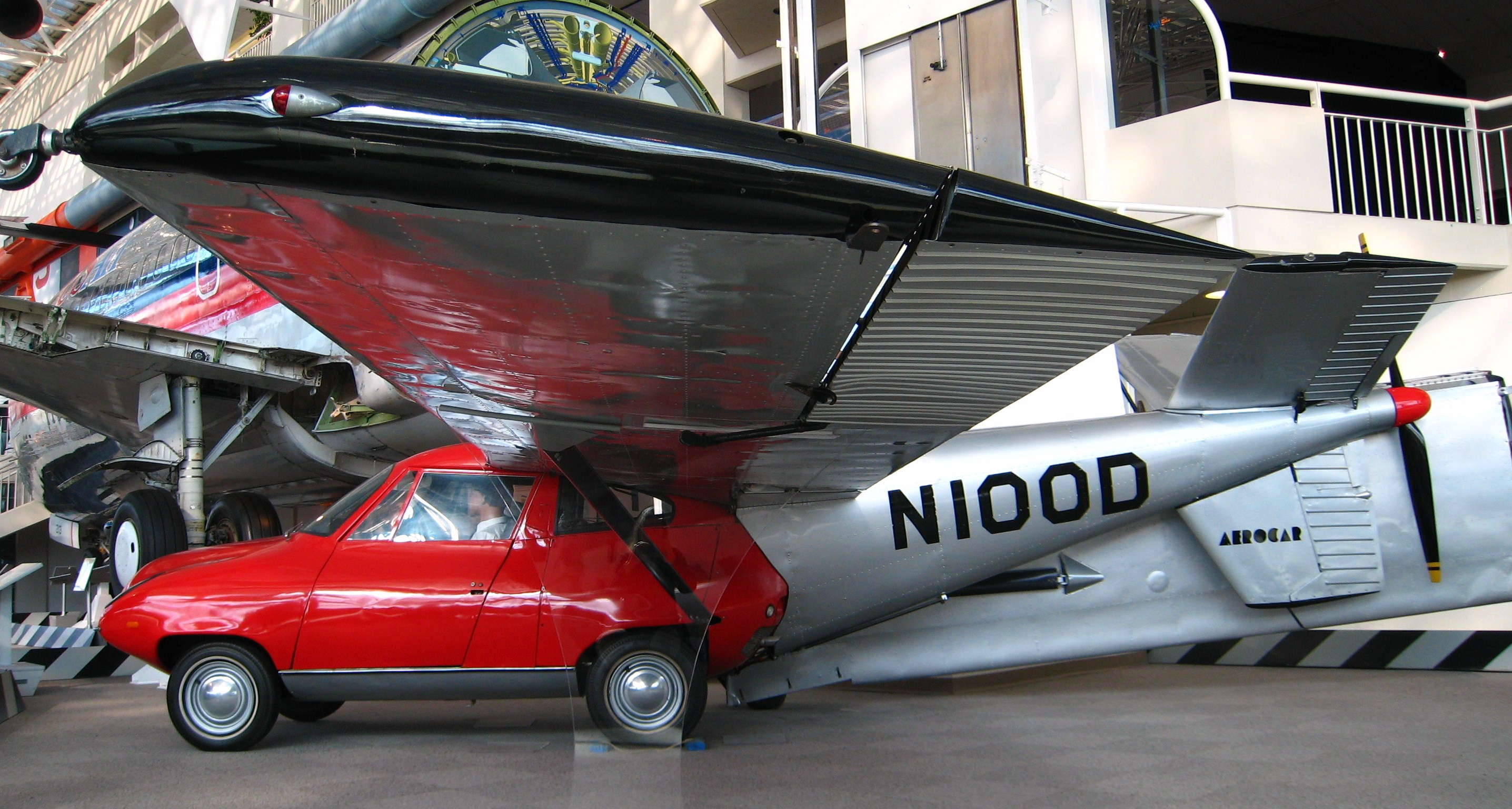
L'Aerocar Taylor.

#### 2019
Le projet de la société de Franky Zapata, dénommé « Jet-Racer », est une voiture volante monoplace, grise et rouge, pouvant transporter 60 kg à 400 km/h avec 20 min d'autonomie, volant entre 0 et 150 m au-dessus du sol, pouvant atterrir à la verticale sur une plaque métallique carrée de 2 m de côté, brevetée en 2018, clandestinement démontré à la DGAC en mai 2019, et devant être démontré au public avant Noël 2019 à Hawaï.
En novembre 2019, c’est au tour de Porsche et Boeing de s’associer pour développer un projet commun de voitures volantes.

## Réglementations
Les voitures volantes sont soumises à plusieurs réglementations régionales, qui peuvent concerner la réglementation des véhicules et la réglementation des objets volants.
Dans ce contexte ont été établies plusieurs associations nationales dont l'Association française pour les voitures volantes (AFVV) ainsi que l'association européenne (EFCA) qui représente au niveau paneuropéen différentes associations nationales.
En Europe, les taxis volants pourraient être certifiés en tant qu'avion à décollage et atterrissage vertical (ADAV ou VTOL) par l'Agence européenne de la sécurité aérienne. Il s'agit de véhicules d'une masse inférieure à deux tonnes et pouvant transporter jusqu'à cinq personnes. Du point de vue de la certification, une exigence propose qu'une voiture volante puisse atterrir en cas d'urgence.

## Concours
En 2016, l'association européenne EFCA annonçait l'organisation de la première compétition pour voitures volantes en Europe. Le prix ERAP sera organisé en 2018 en Grèce. Il y aura deux compétitions, une compétition rallye pour des voitures volantes tout-terrain et l'autre pour des voitures qui ressemblent plutôt aux F1.

## Dans la culture populaire

### En science-fiction
La science-fiction a fréquemment présenté des voitures volantes permettant d'aller très rapidement d'un point à un autre et décollant dès que nécessaire. Ainsi de la Delorean du film Retour vers le futur, de celle des aventures de Harry Potter ou des taxis volants du Cinquième Élément.

### Séries télévisées
- Dans l'épisode 23 de la saison 3 de Monster Garage, Jesse G. James transforme une Panoz Esperante en voiture volante.

### Films
- Dans Fantômas se déchaîne de la trilogie Fantômas, on voit une Citroën DS volante à réaction.

### Jeux vidéo
- Dans le jeu Grand Theft Auto V, le scénario Le Braquage de la fin du monde permet d'utiliser une voiture volante appelée « Deluxo ».